# Crane (Oregon)
Crane – jednostka osadnicza w Stanach Zjednoczonych, w stanie Oregon, w hrabstwie Harney.